# فوجیوارا نو نوبویوری
فوجیوارا نو نوبویوری (به ژاپنی: 藤原 信頼 Fujiwara no Nobuyori); ۱ ژانویهٔ ۱۱۳۳ – ۶ فوریهٔ ۱۱۶۰) یکی از متحدان اصلی میناموتو نو یوشیتومو در شورش هیجی در سال ۱۱۵۹ میلادی اهل ژاپن بود.